# سد کگین اومبو
سد کگین اومبو (به لاتین: Kedung Ombo Dam) یک سد و نیروگاه برقابی در اندونزی است که در Grobogan واقع شده‌است.